# Sanborn maps
 (juin 2022).
La mise en forme du texte ne suit pas les recommandations de Wikipédia : il faut le « wikifier ».
Les points d'amélioration suivants sont les cas les plus fréquents. Le détail des points à revoir est peut-être précisé sur la page de discussion.
- Les titres sont pré-formatés par le logiciel. Ils ne sont ni en capitales, ni en gras.
- Le texte ne doit pas être écrit en capitales (les noms de famille non plus), ni en gras, ni en italique, ni en « petit »…
- Le gras n'est utilisé que pour surligner le titre de l'article dans l'introduction, une seule fois.
- L'italique est rarement utilisé : mots en langue étrangère, titres d'œuvres, noms de bateaux, etc.
- Les citations ne sont pas en italique mais en corps de texte normal. Elles sont entourées par des guillemets français : « et ».
- Les listes à puces sont à éviter, des paragraphes rédigés étant largement préférés. Les tableaux sont à réserver à la présentation de données structurées (résultats, etc.).
- Les appels de note de bas de page (petits chiffres en exposant, introduits par l'outil «  Source ») sont à placer entre la fin de phrase et le point final[comme ça].
- Les liens internes (vers d'autres articles de Wikipédia) sont à choisir avec parcimonie. Créez des liens vers des articles approfondissant le sujet. Les termes génériques sans rapport avec le sujet sont à éviter, ainsi que les répétitions de liens vers un même terme.
- Les liens externes sont à placer uniquement dans une section « Liens externes », à la fin de l'article. Ces liens sont à choisir avec parcimonie suivant les règles définies. Si un lien sert de source à l'article, son insertion dans le texte est à faire par les notes de bas de page.
- La présentation des références doit suivre les conventions bibliographiques. Il est recommandé d'utiliser les modèles {{Ouvrage}}, {{Chapitre}}, {{Article}}, {{Lien web}} et/ou {{Bibliographie}}. Le mode d'édition visuel peut mettre en forme automatiquement les références.
- Insérer une infobox (cadre d'informations à droite) n'est pas obligatoire pour parachever la mise en page.

Pour une aide détaillée, merci de consulter Aide:Wikification.
Si vous pensez que ces points ont été résolus, vous pouvez retirer ce bandeau et améliorer la mise en forme d'un autre article.
 (mai 2022).
Pour les articles homonymes, voir Sanborn.
Les Sanborn maps étaient un ensemble de cartes des villes et villages des États-Unis pendant les XIXè et XXè siècles. Elles étaient publiés par The Sanborn Map Company (« La Société des Cartes Sanborn »), et ont été créés pour les Assurances habitation pour évaluer leur responsabilité totale dans les zones urbanisées des États-Unis.
Sanborn a détenu le monopole des cartes d'assurance incendie pendant la majeure partie du XXe siècle, mais l'activité a décliné lorsque les compagnies d'assurance américaines ont cessé d'utiliser les cartes pour l’évaluation des risques dans les années 1960. Les dernières cartes publiées par Sanborn l'ont été sur microfilms en 1977, mais les anciennes cartes restent utiles pour la recherche historique en géographie urbaine,.

## Description
Les cartes Sanborn sont des plans de rue lithographiés à une échelle de 30,5 centimètres à 2,5 centimètres (1:600), sur des feuilles de papier de dimension 53 par 64 centimètres. Les cartes étaient publiées en volumes, reliés puis mis à jour jusqu'à ce que le volume suivant soit produit. Les grandes villes étaient couvertes par plusieurs volumes de cartes. Entre les éditions des volumes publiés, les mises à jour cartographiques étaient envoyées sous forme de bordereaux de correction. Les employés de Sanborn, appelés « pasteurs » ou « correcteurs », se rendaient dans les bureaux des abonnés pour coller les bordereaux sur les anciennes cartes,,.
Les volumes cartographiques contenaient une énorme quantité d'informations, organisées comme suit : une page de titre décorative, un index des rues et adresses, un index « spécial » avec les noms d'églises, d'écoles, d'entreprises, etc., et un index principal indiquant l'intégralité de la zone cartographiée et les numéros de feuille pour chaque carte à grande échelle (représentant généralement quatre à six blocs). Il y avait aussi des informations générales telles que la population, l'économie et la direction des vents dominants.
Les cartes comprennent les contours de chaque bâtiments et dépendances, l'emplacement des fenêtres et des portes, les noms de rue, la largeurs des rues et trottoirs, les limites des propriétés, murs coupe-feu, caractéristiques naturelles ( rivières, canaux, etc.), corridors ferroviaires, l'utilisation du bâtiment (parfois même des utilisations particulières de la pièce), le numéro de maison et de bloc, ainsi que la composition des matériaux de construction, y compris les matériaux de charpente, de revêtement de sol et de toiture. À cela s'ajoute des informations sur la force du service d'incendie local, la position d'éventuels gicleurs, l’emplacement des bouches d'incendie, l'emplacement des conduites d'eau et de gaz, et même les noms de la plupart des bâtiments publics, des églises et des entreprises.
Les informations uniques incluent l'emplacement des maisons d'individus éminents, des bordels et des bâtiments plus éphémères, notamment des dépendances et des écuries.

## Souscription d'assurance
Au début de l'industrie de l'assurance incendie, les souscripteurs visitaient chaque propriété qui était à l'étude pour la couverture. À mesure que les compagnies d'assurance élargissaient leurs zones de service, il devenais difficile d'envoyer des personnes à chaque propriété assurable pour évaluer le risque. Les cartes Sanborn leur ont permis d'assurer des propriétés à partir du bureau, en mutualisant les coûts avec d'autres compagnies d'assurance qui utilisent également ces cartes. On raconte qu'à une certaine époque, les compagnies d'assurances et leurs agents « s'appuyaient sur elles [les cartes Sanborn] avec une foi presque aveugle ».
Les cartes ont été utilisées par les compagnies d'assurance pour déterminer le risque d'un bâtiment particulier, en tenant compte de toutes les informations incluses sur la carte : matériau de construction, proximité d'autres bâtiments et services d'incendie, emplacement des conduites de gaz, etc. La décision quant au montant de l'assurance qui serait offerte à un client était souvent déterminée uniquement par les cartes Sanborn. Les cartes ont également permis aux compagnies d'assurance de visualiser leur exposition dans les zones qu'elles couvraient : lorsqu'un agent vendait une police d'assurance, il pouvait colorier le bâtiment correspondant sur la carte.

## Histoire

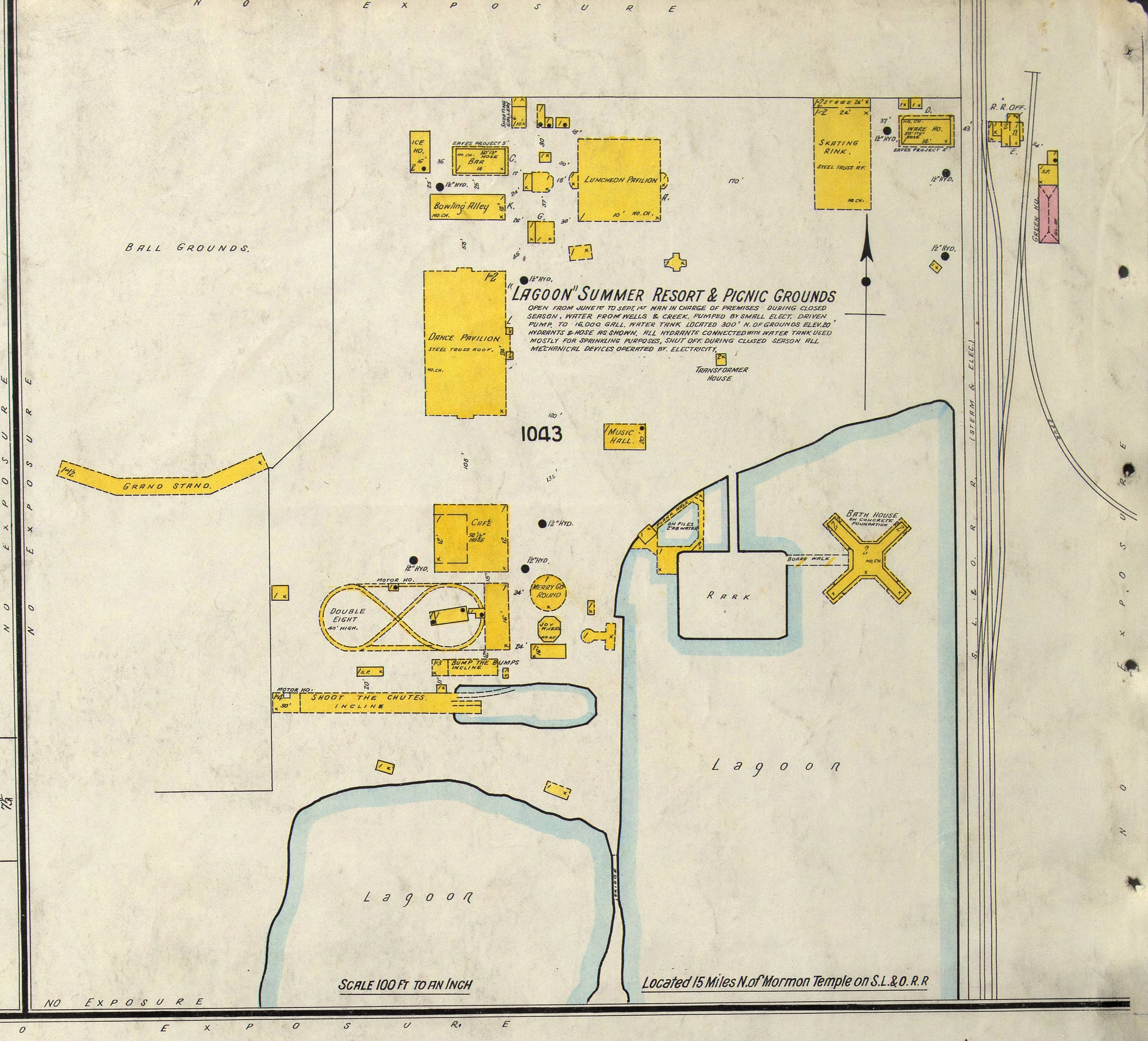
Carte de Sanborn montrant le parc d'attractions Lagoon à Farmington, Utah en 1911.

À la fin du XVIIIe siècle, les compagnies d'assurance de Londres ont commencé à créer des cartes détaillées pour donner aux souscripteurs les informations dont ils avaient besoin pour évaluer le risque d'incendie. La pratique a été adoptée par les compagnies d'assurance américaines au milieu du XIXe siècle. La demande de cartographie d'assurance incendie a augmenté rapidement après la fin de la guerre de sécession. Des facteurs tels que le Homestead Act (Loi sur l'habitat en Français), la construction de chemins de fer, la deuxième révolution industrielle et l'immigration massive aux États-Unis ont tous favorisé une croissance démographique énorme, l'urbanisation et une demande accrue de cartographie.
Daniel Alfred Sanborn (en), ingénieur civil et géomètre, a commencé à travailler sur les cartes d'assurance incendie en 1866. Cette année-là, il a été engagé par la compagnie d'assurance Aetna pour préparer des cartes des régions du Tennessee. À peu près à la même époque, il développa des cartes similaires de Boston, publiées sous le titre Insurance Map of Boston, Volume 1, 1867 (Cartes d'assurance de Boston, volume 1 en français). Voyant un marché lucratif pour ce type de carte, il créa le DA Sanborn National Insurance Diagram Bureau à New York pour publier l'atlas de Boston qu'il avait réalisé, et développer et vendre des cartes de zones supplémentaires.
En quelques décennies, Sanborn Maps est devenue la société cartographique américaine la plus importante et la plus prospère. En 1899, Sanborn acquiert Perris and Browne, une entreprise plus ancienne, et peut, grâce à cette expansion, dater ses origines à 1852. Le nom de l'entreprise établi par Sanborn en 1867 est modifié en 1876 lorsque l'entreprise est constituée sous le nom de Sanborn Map and Publishing Company, qui est ensuite devenue la Sanborn-Perris Map Company, Ltd. jusqu'en 1902, date à laquelle le nom a été raccourci en "The Sanborn Map Company".
En 1916, Sanborn a acheté son dernier grand concurrent, les E. Hexamer & Sons de Philadelphie, et est devenu un monopole. Le siège social de la société a déménagé au 629 Fifth Avenue dans le nord de Pelham, New York, mais il y avait aussi des bureaux régionaux à San Francisco, Chicago et Atlanta. Sanborn a envoyé des légions d'arpenteurs pour cartographier les empreintes de construction dans toutes les principales zones urbanisées, ainsi que les détails de construction liés au risque d'incendie. À son apogée dans les années 1920, l'entreprise employait environ 700 personnes, dont environ 300 géomètres sur le terrain et 400 cartographes, imprimeurs, gestionnaires, vendeurs et personnel de soutien. Les zones en développement intensif ont été inspectées tous les six mois.

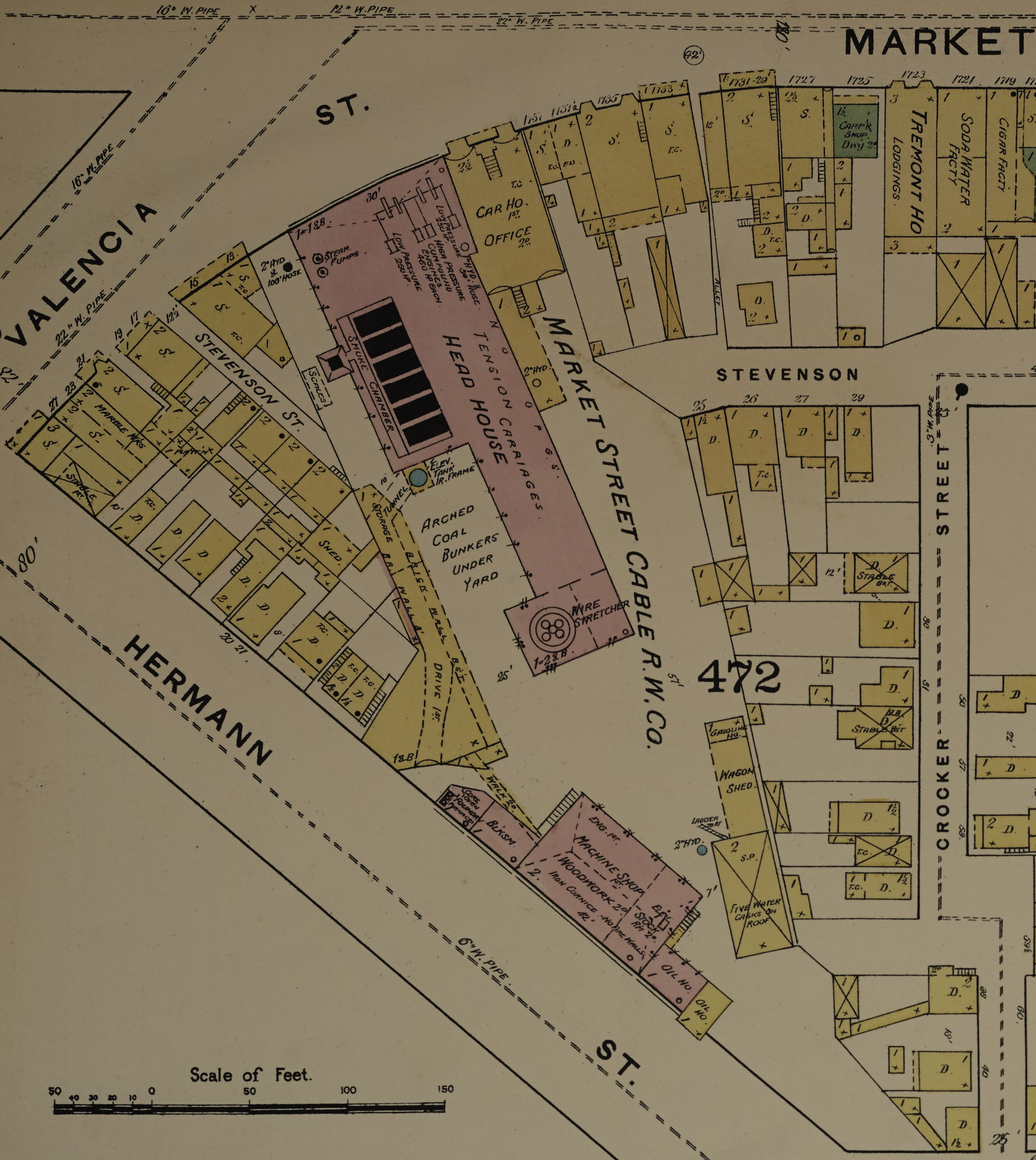
"MARKET STREET CABLE RW CO.", Une rue visible en détail sur la carte Sanborn de San Francisco, Californie. 1899.

Le monopole de Sanborn a été ressenti par certaines compagnies d'assurance par son coût élevé. L'Association des assureurs du Pacifique s'est plainte qu'un «monopole oriental» offrait un service «très lent, coûteux et généralement insatisfaisant». Dans les années 1910, le National Board of Fire Underwriters (NBFU - "Conseil national des souscripteurs d'assurances de biens" en français) a étudié la possibilité de créer ses propres cartes. Cependant, de nombreuses compagnies d'assurance se sont opposées à la proposition, invoquant les «dépenses très importantes» requises et leur satisfaction à l'égard du service «louablement satisfaisant» de Sanborn. Au lieu de cela, le comité des cartes du NBFU a joué un rôle actif dans les opérations de Sanborn. En 1922, Sanborn a accepté d'ajouter un membre du Comité de la carte à son conseil d'administration, et un deuxième siège a été ajouté en 1927. Cependant, le début de la Grande Dépression a considérablement réduit l'activité de construction aux États-Unis. En 1936, Sanborn avait réduit sa production éditoriale de 60 à 20 volumes par an, à un rythme qui prendrait plus de 50 ans pour mettre à jour l'ensemble de la collection de cartes.

### Baisse de l'activité des assurances
Dans les années 1950, les compagnies d'assurance ont commencé à utiliser une autre forme de souscription connue sous le nom de line carding (Carte de ligne),. La carte de ligne était utilisée depuis des décennies pour garantir des propriétés qui n'étaient pas couvertes par des cartes d'incendie. Chaque propriété assurée était répertoriée sur une seule carte et aucune carte n'était conservée. Les fusions d'entreprises ont également réduit le besoin de recourir aux services de Sanborn Maps, puisqu'il n'y avait besoin d'acheter qu'un seul jeu de cartes. Au fur et à mesure que la taille des compagnies d'assurance augmentait, elles pouvaient faire face à des catastrophes plus importantes et n'avaient plus besoin d'utiliser des cartes d'assurance pour réduire leur concentration des risques. Les entreprises ont également cité "la construction de bâtiments modernes, de meilleurs codes de prévention des incendies et des méthodes de protection contre les incendies améliorées pour la diminution de l'importance des cartes d'assurance incendie".
De la fin des années 1930 à la fin des années 1950, le bénéfice annuel de Sanborn est passé de 500 000 $ à seulement 100 000 $. Une trentaine de compagnies d'assurances représentaient l'essentiel des ventes de l'entreprise. Cependant, son monopole sur la cartographie des assurances lui avait permis de réaliser des bénéfices substantiels au fil des décennies. Ces bénéfices ont été investis dans un portefeuille d'actions et d'obligations. En 1958, l'action se vendait 45 $ l'action, mais les investissements valaient 65 $ l'action. Cela a attiré l'attention d'un jeune Warren Buffett, qui a fait pression sur l'entreprise pour qu'elle distribue le portefeuille d'investissement aux actionnaires.

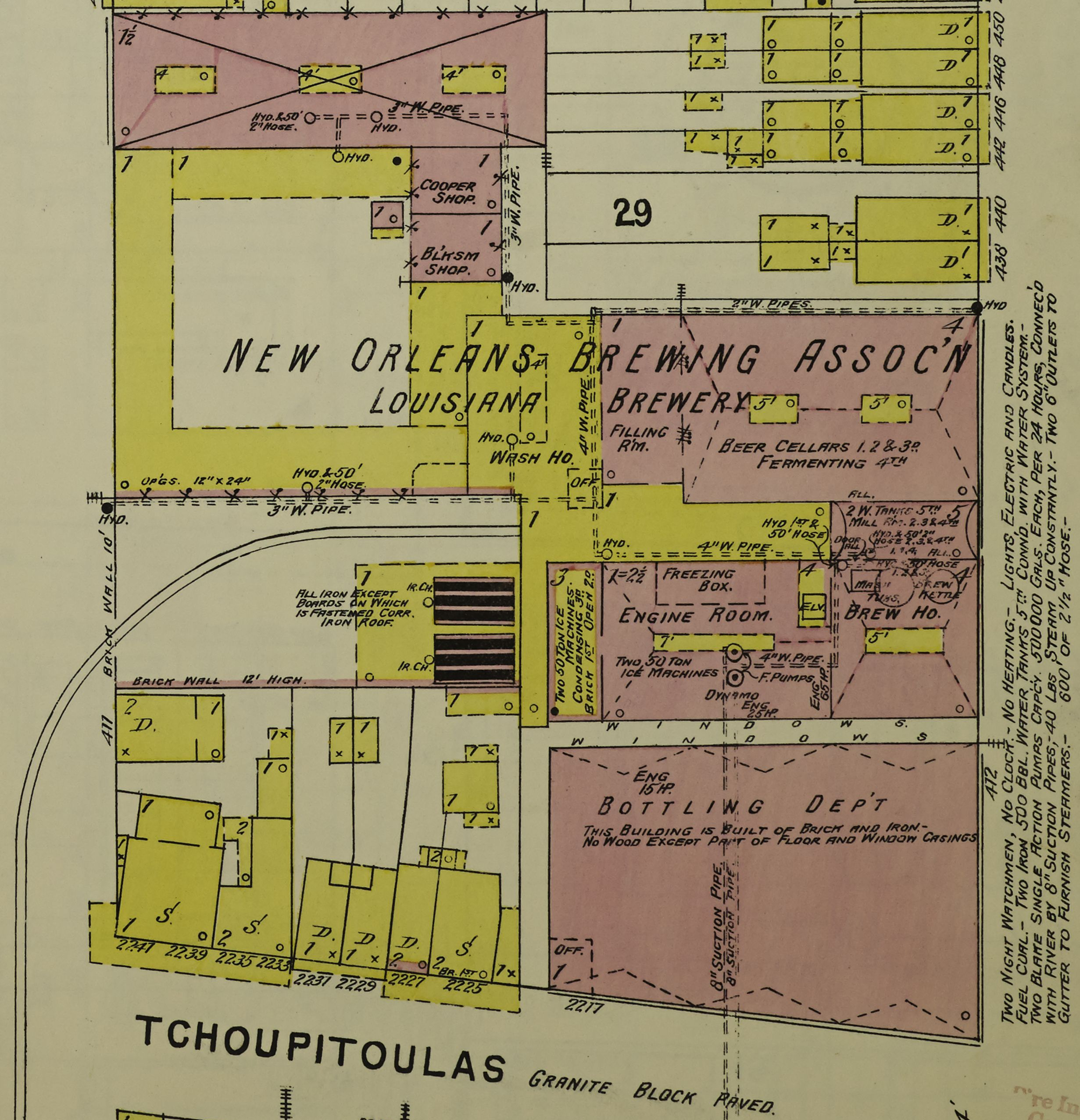
Brasserie "New Orleans Brewing Association" en 1896 sur une carte de Sanborn, Nouvelle-Orléans, Louisiane, États-Unis.

Buffett a finalement acheté 23% des actions en circulation de la société en tant qu'investisseur activiste, ce qui représente 35% du total des actifs sous gestion de son partenariat d'investissement. Allié à d'autres actionnaires mécontents, Buffett pouvait compter sur les votes d'au moins 44 % des actions dans une course aux procurations . Le conseil a accepté de racheter les actions de tout actionnaire à la juste valeur, en payant avec une partie de son portefeuille d'investissement. 72% des actions en circulation ont été remises. En seulement deux ans, Buffett avait obtenu un retour de 50 % sur son investissement.
Avec le déclin de son activité d'assurance, Sanborn ne pouvait plus se permettre d'entretenir son armée d'arpenteurs. Cependant, la société a continué à vendre ses cartes et à effectuer quelques mises à jour. Les ventes gouvernementales ont commencé à jouer un rôle plus important, en particulier le Bureau du recensement et les agences de planification municipales. Sanborn a imprimé son dernier catalogue en 1950, a créé sa dernière nouvelle carte en 1961 et a publié sa dernière mise à jour en 1977.
En 1996, la licence pour les cartes a été acquise par la société de données foncières Environmental Data Resources (EDR- Ressources et Données Environnementales). En 2019, EDR a été acquise par la société de services immobiliers LightBox.
Au fil du temps, Sanborn s'est diversifié dans d'autres activités de cartographie et, à partir de 2020, est un spécialiste géospatial et détenteur d'actifs et de systèmes SIG électroniques, bien que l'activité d'assurance incendie continue d'être un département de niche. Le siège social est au Colorado.

## Utilisations modernes des cartes d'assurance incendie

Carte Sanborn du début du XXe siècle montrant un bloc (démoli depuis) de la Nouvelle-Orléans

Les cartes de Sanborn se trouvent principalement dans les archives et les collections spéciales des mairies et des bibliothèques publiques et universitaires, et restent une ressource pour de nombreuses personnes dans de nombreux domaines différents. Les cartes facilitent la recherche historique à travers l'étude des schémas de croissance et de déclin urbains et la recherche sur l'évolution de bâtiments, de sites et de quartiers spécifiques. Les généalogistes utilisent les cartes pour localiser les résidences et les lieux de travail des ancêtres. Les planificateurs utilisent les cartes pour étudier les plans d'urbanisme historiques. Les conservateurs historiques utilisent les cartes pour comprendre l'importance et l'évolution historique des bâtiments, y compris leurs utilisations historiques et les matériaux de construction dans les efforts de conservation et de réhabilitation. Les démographes et les géographes urbains les utilisent pour étudier les schémas de croissance et de migration des populations.